# Basin and Range Province

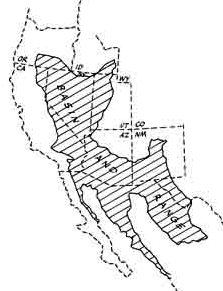
Kaart waarop de ligging van de Basin and Range Province te zien is

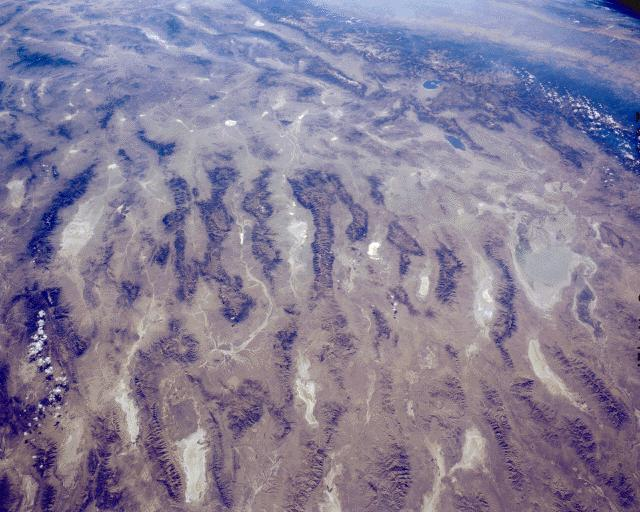
Satellietfoto van een deel van Nevada, waarop de basin and range-topografie goed te zien is.

De Basin and Range Province (Engels: basin = bekken; range = bergketen; province = geologische provincie) is een gebied in het zuidwesten van de Verenigde Staten en noordwesten van Mexico, dat wordt gekenmerkt door een afwisseling van langgerekte bergketens en brede vlakten. Dit type topografie wordt wel een basin and range-topografie genoemd.

## Ligging
De Basin and Range Province wordt in het westen begrensd door de hoge bergketens van de Sierra Nevada, de Cascades en de Pacific Coast Ranges. In het oosten wordt de begrenzing gevormd door de bergen van de Rocky Mountains, het Colorado Plateau en (in Mexico) de Sierra Madre Occidental. Dit betekent dat de Basin and Range Province in de Verenigde Staten een deel van het zuiden van Oregon en Idaho, de oostelijke rand van Californië, het grootste deel van Nevada en Arizona en delen van Utah en New Mexico beslaat. In Mexico loopt het gebied door in de provincies Sonora, Chihuahua en het oosten van het schiereiland Neder-Californië.
De Basin and Range Province omvat in het noorden het Great Basin en het Modoc Plateau. In het zuiden loopt het gebied door in de hooggelegen Mojave Desert en de lagere Sonora- en Chihuahuawoestijnen. Het omvat daarmee ook het gebied rond de Golf van Californië.

## Geologie
Een basin and range-topografie wordt veroorzaakt door de onderliggende tektonische situatie. In dit deel van Noord-Amerika vond vanaf het Mioceen (15 miljoen jaar geleden) korstverdunning plaats: de aardkorst beweegt er uit elkaar. Dit gebeurt via afschuivingen, die zogenaamde halfgrabens vormen, langgerekte bekkens, afgewisseld met geroteerde blokken (horsten). Hoe verder de beweging gaat, hoe dieper de bekkens worden en hoe verder de tussenliggende blokken roteren. De bekkens vullen zich met sediment, waardoor een langgerekte vlakte ontstaat, terwijl de geroteerde blokken tussen de bekkens de bergketens vormen. De individuele bekkens kunnen 10 tot 20 km breed zijn en meer dan 100 km lang.
Hoeveel de korst op deze wijze precies is uitgerekt is niet geheel duidelijk, maar schattingen lopen op tot 200 km van oost naar west. In het Great Basin zijn de afschuivende bewegingen nog steeds actief, zoals bleek bij de aardbeving van Pleasant Valley in 1915. Het uitrekken van de korst maakt ook dat ze dunner wordt. Dit heeft ervoor gezorgd dat de korst onder de Basin and Range Province maar 20 tot 30 km is. Dit is de kleinste dikte in Noord-Amerika.